# Mrdujská regata

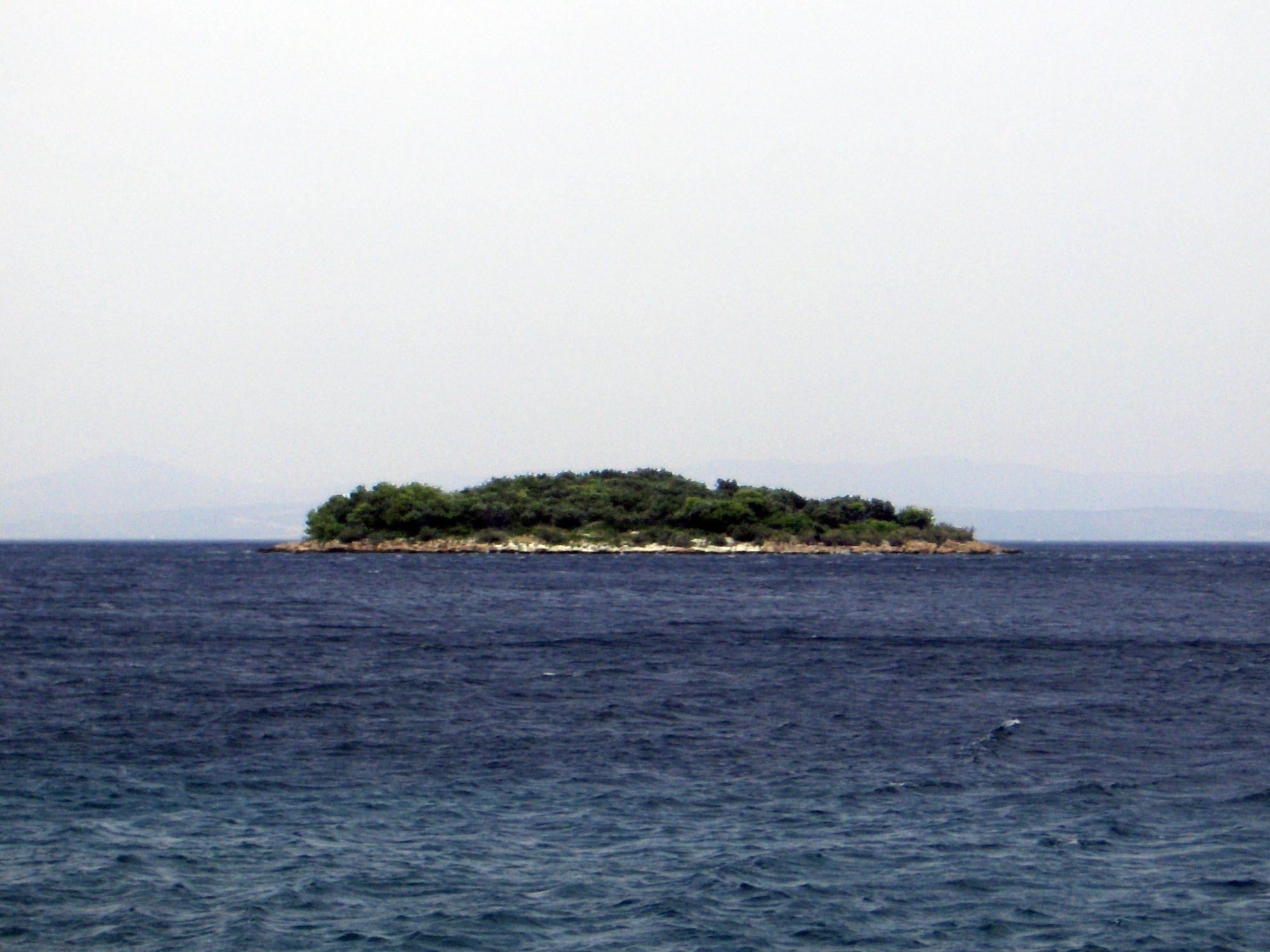
Mrduja z mysu Zaglav

Mrdujská regata (chorvatsky Mrdujska regata) se koná každoročně v chorvatském Splitu a je pojmenována podle ostrůvku Mrduja ve Splitských vratech. Závodí se na trati dlouhé 22 námořních mil (41 km).
Poprvé se plachtilo v roce 1927, v důsledku druhé světové války se závod v letech 1941 až 1945 nekonal. V roce 2006, kdy se konal 75. ročník soutěže, se závodu zúčastnilo 312 plachetnic.